# Quận Collin, Texas
Quận Collin (tiếng Anh: Colin County) là một quận trong tiểu bang Texas, Hoa Kỳ. Quận lỵ đóng ở thành phố McKinney6. Dân số năm 2000 là 491.675 người, dân số năm 2009 ước khoảng 791.631 người.
Quận Collin là một phần của Dallas/Fort Worth Metroplex. Một phần thành phố Dallas nằm trong quận này. Các thành phố quan trọng trong quận gồm có Allen, Frisco, McKinney, Plano, Richardson, Wylie, và Murphy.